# Métathèse (linguistique)
Cette page contient des caractères spéciaux ou non latins. S’ils s’affichent mal (▯, ?, etc.), consultez la page d’aide Unicode.
Pour les articles homonymes, voir Métathèse.
En linguistique, une métathèse (du grec ancien μετάθεσις / metáthesis, « transposition, changement de lettre »), emprunté à la rhétorique, est une modification phonétique. Elle consiste en le changement de la place d’un phone (son) ou d’un groupe de phones dans un mot, parfois deux de ces segments permutant, y compris d’un mot à un autre,,,,,,,.

## Dans l’histoire de la langue
La métathèse est l’un des phénomènes qui participent à l’évolution des mots. C’est, à l’origine, un phénomène individuel pour faciliter la prononciation, qui peut être validé ultérieurement par la communauté linguistique, être consacré par l’usage et finalement, à long terme, être intégré par la variété standard de la langue.
Il peut s’agir d’une modification phonétique ayant lieu au cours du passage d’une langue base à une autre langue ou à plusieurs langues apparentées.
Un exemple de métathèse historique est celle des consonnes liquides ([l] et [r]) dans l’évolution des langues slaves, du proto-slave au vieux slave, métathèse héritée par toutes les langues slaves actuelles, avec certaines différences dans l’évolution ultérieure dans celles-ci. Il s’agit de la permutation entre ces consonnes et les voyelles [o] et [e] dans les groupes [ol], [or], [el] et [er] en syllabes fermées, ayant pour résultat la transformation de celles-ci en syllabes ouvertes et le passage de [o] à [a]. Ainsi, un mot proto-slave comme *olkomъ « gourmand, avide » a donné en vieux slave lakomъ, devenu plus tard (BCMS) lakom, (ru) лакомый lakomyï, (pl) łakomy, (cs) lakomý. L’évolution d’un mot proto-slave avec le groupe [or], *ordlo « soc (de charrue) » a été : vieux slave ralo, d’où (BCMS) ralo, (ru) рало ralo, (pl) radło, (cs) rádlo. Un exemple avec le groupe [er] est proto-slave *berza « bouleau » > vieux slave brěza > (BCMS) breza, (ru) берёза berioza, (pl) brzoza, (cs) bříza.
Dans les langues romanes, il y a eu des métathèses par rapport au latin, par exemple :
(fr) fromage < formaticum ;
(it) fiaba « fable » < fabula (avec changement de [l] en [j]) ;
(es) peligro « péril » < periculum ;
(ro) întreg « entier » < integrum.
Dans les langues germaniques, certains cognats sont différents du fait d’une métathèse qui a eu lieu dans une langue et non pas dans une autre, ex. : proto-germanique *brennanan « brûler » > (de) brennen vs (en) burn.
Tel est en vieil anglais le mot brid qui est devenu en anglais actuel bird « oiseau ».
Les langues BCMS ont hérité du mot proto-slave, puis vieux slave kъto « qui » sous la forme kto, validé par le standard croate sous la forme tko.
Dans un stade plus ancien du hongrois, il s’est créé spontanément le verbe onomatopéique pök « cracher » qui est devenu köp, forme standard actuelle, et pök est resté dans le registre de langue populaire.
La métathèse est aussi une modification phonétique qui a lieu, éventuellement à côté d’autres, dans l’évolution de certains emprunts dans la langue qui les adopte. C’est le cas, par exemple, de certains mots slaves empruntés par le roumain, ex. : vieux slave poklonъ > plocon « cadeau » ou (bg) краставица (krastavitsa) > ancien roumain crastavete > roumain actuel castravete « concombre ».
Le vieux slave a appliqué à des emprunts la métathèse des liquides mentionnée plus haut. Par exemple, le mot signifiant « roi » dans les langues slaves provient du nom latin médiéval de Charlemagne : Carolus > vieux slave kralь > (BCMS) kralj, (sl) kralj, (bg) крал (kral), (ru) король (korol’), (pl) król, (cs) král.
Les langues BCMS aussi ont emprunté des mots qu’elles ont transformés par métathèse, ex. : (de) Büchse > pukša > puška « fusil ».
Un exemple en russe est le mot мрамор mramor « marbre », du latin marmor.
Le hongrois aussi a adapté des emprunts par métathèse, ex. : konyha « cuisine » < kuhinja, d’une langue slave méridionale. Un autre mot, latin médiéval, episcopus « évêque », a donné d’abord piskup ou piskop, le mot actuel étant püspök, avec la métathèse [k] ↔ [p].

## Dans la langue actuelle
Dans une langue coexistent des mots avec métathèse au sein de variétés non standard de cette langue, par exemple régionales, dans le registre populaire ou dans l’usage individuel de la langue, à côté de leurs variantes standard. Ces variations sont souvent condamnées par l'usage :
(fr) aréoplane (variante individuelle) < aéroplane ;
(ro) pitula vs tupila (les deux de registre populaire), potrocală (individuelle) < portocală « orange » ;
(en) aks (individuelle) < ask « demander », chabbits and rickens (individuelle) < rabbits and chickens « lapins et poulets » ;
(ru) ведмедь vedmed’ (régionale) < медведь medved’ « ours », раболатория rabolatoria (individuelle) < лаборатория laboratoria « laboratoire ».
En hongrois il y a quelques cas standard de métathèse de nature morphophonologique lors de l’application de certains suffixes, par exemple au mot teher « charge » : terhet (accusatif singulier), terhek « charges », terhük « leur charge ».
La métathèse est aussi une figure de style de la catégorie des métaplasmes. Elle consiste en l’emploi de mots non standard avec métathèse, par exemple pour créer une atmosphère populaire ou archaïsante. Exemple en hongrois :
Jön az ebéd sorja, csörög tányér, kalán […] littéralement « Vient le déjeuner, tintent assiettes et cuillers […] » (János Arany) – kalán, variante dialectale de kanál « cuiller ».

## Segments en métathèse
Il y a parfois deux phones voisins qui permutent. Il peut s’agir de deux consonnes, par exemple :
(sh) žlica « cuiller » < vieux slave lžica < proto-slave lьžica;
(ru) Фрол Frol (prénom masculin) < (la) Floris.
Le même processus peut se produire entre une consonne et une voyelle voisines :
(fr) fromage < (la) formaticum ;
(ro) frumos « beau » < (la) formosus ;
(en) bird « oiseau » < vieil anglais brid ;
vieux slave brěgъ « rive » < proto-slave *bergъ ;
(ru) мрамор mramor « marbre » < (la) marmor.
Une consonne peut passer à une position autre que voisine, parfois en se transformant en un autre phone :
(it) chioma « crinière » < *clŏma < (la) cŏmŭla ;
(es) milagro « miracle » < miraglo < (la) miraculum ;
(ro) întreg « entier » < (la) integrum ;
(ru) футляр « boîte » < (de) Futteral ;
(BCMS) gomila « tas, foule » < vieux slave *mogyla ;
(hu) pehely « flocon » > pelyhek « flocons ».
La métathèse affecte parfois des syllabes entières, qui permutent :
(ro) tupila vs pitula « cacher » ;
(ru) ведмедь vedmed’ < медведь medved’ « ours ».
Il y a parfois permutation de segments d’un mot à un autre, par exemple (en) rabbits and chickens « lapins et poulets » > chabbits and rickens. Il s’agit là d'une métathèse involontaire, qui ne produit pas de mots existants. De telles métathèses sont appelées en anglais spoonerisms, du nom de l’ecclésiastique anglais William Archibald Spooner (1844-1930), devenu célèbre par ses métathèses avec des mots existants dans des constructions correctes, dont on ne sait pas lesquelles étaient des erreurs et lesquelles étaient volontaires. Elles correspondent en français à des contrepèteries qui sont, elles, des jeux de mots délibérés. Exemples :
(fr) un chant pour le porteur ~ un porc pour le chanteur ;
(en) the flea of my cat [ðə fliː əv maɪ kæt] « la puce de mon chat » ~ the key of my flat [ðə kiː əv maɪ flæt] « la clé de mon logement ».

### Sources bibliographiques
- (hu) Bárczi, Géza et Országh, László (dir.), A magyar nyelv értelmező szótára [« Dictionnaire de la langue hongroise »], Budapest, Akadémiai kiadó, 1959-1962 (ÉrtSz) (consulté le 27 septembre 2019)
- (hr) Barić, Eugenija et al., Hrvatska gramatika [« Grammaire croate »], 2de édition revue, Zagreb, Školska knjiga, 1997  (ISBN 953-0-40010-1)
- (ro) Bidu-Vrănceanu, Angela et al., Dicționar general de științe. Științe ale limbii [« Dictionnaire général des sciences. Sciences de la langue »], Bucarest, Editura științifică, 1997  (ISBN 973-440229-3) (consulté le 27 septembre 2019)
- (hu) Bokor, József, « Szóalaktan » [« Morphologie »], A. Jászó, Anna (dir.), A magyar nyelv könyve [« Le livre de la langue hongroise »], 8e édition, Budapest, Trezor, 2007  (ISBN 978-963-8144-19-5), p. 254-292 (consulté le 27 septembre 2019)
- (en) Bussmann, Hadumod (dir.), Dictionary of Language and Linguistics [« Dictionnaire de la langue et de la linguistique »], Londres - New York, Routledge, 1998  (ISBN 0-203-98005-0) (consulté le 27 septembre 2019)
- (ro) Constantinescu-Dobridor, Gheorghe, Dicționar de termeni lingvistici [« Dictionnaire de termes linguistiques »], Bucarest, Teora, 1998 ; en ligne : Dexonline (DTL) (consulté le 27 septembre 2019)
- (en) Crystal, David, A Dictionary of Linguistics and Phonetics [« Dictionnaire de linguistique et de phonétique »], 4e édition, Blackwell Publishing, 2008  (ISBN 978-1-4051-5296-9) (consulté le 5 avril 2023)
- Dubois, Jean et al., Dictionnaire de linguistique, Paris, Larousse-Bordas/VUEF, 2002 (consulté le 5 avril 2023)
- (ru) Iartseva, V. N. (dir.), Лингвистический энциклопедический словарь [« Dictionnaire encyclopédique de linguistique »], Moscou, Sovietskaïa Entsiklopedia, 1990 (consulté le 27 septembre 2019)
- Perceau, Louis, La redoute des contrepéteries, Paris, G. Briffaut, 1934 (consulté le 27 septembre 2019)
- (hu) Zaicz, Gábor (dir.), Etimológiai szótár. Magyar szavak és toldalékok eredete [« Dictionnaire étymologique. Origine des mots et affixes hongrois »], Budapest, Tinta, 2006  (ISBN 963-7094-01-6) (consulté le 5 avril 2023)